# Gran Premio motociclistico di Spagna 1992
Il Gran Premio motociclistico di Spagna 1992 fu il quarto appuntamento del motomondiale 1992.
Si svolse il 10 maggio 1992 sul circuito di Jerez de la Frontera e registrò la vittoria di Michael Doohan nella classe 500, di Loris Reggiani nella classe 250 e di Ralf Waldmann nella classe 125. Nella gara dei sidecar si è imposto l'equipaggio Steve Webster/Gavin Simmons.

## Classe 500
Quarta vittoria consecutiva nelle quattro prove disputate finora nell'anno per il pilota australiano Michael Doohan e terzo secondo posto consecutivo per lo statunitense Wayne Rainey. Al terzo posto il britannico Niall Mackenzie.

### Arrivati al traguardo
| Pos. | Nº | Pilota               | Squadra                   | Motocicletta  | Giri | Tempo     | Griglia | Punti |
| ---- | -- | -------------------- | ------------------------- | ------------- | ---- | --------- | ------- | ----- |
| 1º   | 2  | Michael Doohan       | Rothmans Honda            | Honda         | 28   | 49.42.940 | 1º      | 20    |
| 2º   | 1  | Wayne Rainey         | Marlboro Team Roberts     | Yamaha        | 28   | +18.991   | 2º      | 15    |
| 3º   | 19 | Niall Mackenzie      | Yamaha Motor France Banco | Yamaha        | 28   | +28.373   | 5º      | 12    |
| 4º   | 34 | Kevin Schwantz       | Lucky Strike Suzuki       | Suzuki        | 28   | +28.481   | 4º      | 10    |
| 5º   | 4  | John Kocinski        | Marlboro Team Roberts     | Yamaha        | 28   | +39.357   | 8º      | 8     |
| 6º   | 21 | Peter Goddard        | Valvoline Team WCM        | ROC Yamaha    | 28   | +48.801   | 9º      | 6     |
| 7º   | 6  | Juan Garriga         | Ducados Yamaha            | Yamaha        | 28   | +52.482   | 11º     | 4     |
| 8º   | 8  | Randy Mamola         | Budweiser Team            | Yamaha        | 28   | +53.688   | 10º     | 3     |
| 9º   | 17 | Miguel Duhamel       | Yamaha Motor France Banco | Yamaha        | 28   | +53.932   | 13º     | 2     |
| 10º  | 10 | Doug Chandler        | Lucky Strike Suzuki       | Suzuki        | 28   | +58.792   | 3º      | 1     |
| 11º  | 7  | Eddie Lawson         | Cagiva Team Agostini      | Cagiva        | 28   | +1'03.477 | 6º      |       |
| 12º  | 12 | Alex Barros          | Cagiva Team Agostini      | Cagiva        | 28   | +1'21.460 | 12º     |       |
| 13º  | 31 | Thierry Crine        | Ville de Paris            | ROC Yamaha    | 28   | +1'46.825 | 19º     |       |
| 14º  | 26 | Kevin Mitchell       | MBM Racing                | Harris Yamaha | 27   | +1 giro   | 18º     |       |
| 15º  | 14 | Dominique Sarron     | ROC Banco                 | ROC Yamaha    | 27   | +1 giro   | 17º     |       |
| 16º  | 18 | Michael Rudroff      | Rallye Sport              | Harris Yamaha | 27   | +1 giro   | 24º     |       |
| 17º  | 15 | Cees Doorakkers      | HEK Racing                | Harris Yamaha | 27   | +1 giro   | 22º     |       |
| 18º  | 32 | Toshiyuki Arakaki    |                           | ROC Yamaha    | 27   | +1 giro   | 16º     |       |
| 19º  | 37 | Juan López Mella     | Nivea For Men Team        | ROC Yamaha    | 27   | +1 giro   | 21º     |       |
| 20º  | 33 | Corrado Catalano     | KCS International         | ROC Yamaha    | 27   | +1 giro   | 14º     |       |
| 21º  | 27 | Serge David          |                           | ROC Yamaha    | 27   | +1 giro   | 20º     |       |
| 22º  | 23 | Nicholas Schmassmann |                           | ROC Yamaha    | 27   | +1 giro   | 29º     |       |
| 23º  | 25 | Josef Doppler        |                           | ROC Yamaha    | 27   | +1 giro   | 28º     |       |
| 24º  | 16 | Marco Papa           | Librenti Corse            | Librenti      | 25   | +3 giri   | 25º     |       |

### Ritirati
| Nº | Pilota           | Squadra               | Motocicletta  | Giri | Griglia |
| -- | ---------------- | --------------------- | ------------- | ---- | ------- |
| 28 | Àlex Crivillé    | Campsa Honda          | Honda         | 27   | 7º      |
| 24 | Lucio Pedercini  | Paton Grand Prix      | Paton         | 9    | 27º     |
| 29 | Andreas Leuthe   | VRP Racing            | VRP           | 5    | 31º     |
| 11 | Eddie Laycock    | Millar Racing         | Yamaha        | 3    | 15º     |
| 22 | Simon Buckmaster | Padgett's Motorcycles | Harris Yamaha | 2    | 23º     |
| 30 | Peter Graves     | Peter Graves Racing   | Harris Yamaha | 0    | 26º     |
| 36 | Claude Arciero   | Arciero Racing        | ROC Yamaha    | 0    | 30º     |

## Classe 250
Prima vittoria della stagione per l'italiano Loris Reggiani e per l'Aprilia, davanti al tedesco Helmut Bradl e al giapponese Masahiro Shimizu. Curioso l'episodio che ha coinvolto l'italiano Pierfrancesco Chili, convinto che la gara fosse finita, ha cominciato a festeggiare al termine del penultimo giro e a causa del rallentamento si è poi piazzato solo al sesto posto.

### Arrivati al traguardo
| Pos. | Pilota                   | Motocicletta | Giri | Tempo     | Griglia | Punti |
| ---- | ------------------------ | ------------ | ---- | --------- | ------- | ----- |
| 1º   | Loris Reggiani           | Aprilia      | 26   | 47.24.923 | 2º      | 20    |
| 2º   | Helmut Bradl             | Honda        | 26   | +5.083    | 9º      | 15    |
| 3º   | Masahiro Shimizu         | Honda        | 26   | +5.373    | 3º      | 12    |
| 4º   | Luca Cadalora            | Honda        | 26   | +5.496    | 1º      | 10    |
| 5º   | Carlos Cardús            | Honda        | 26   | +11.452   | 5º      | 8     |
| 6º   | Pierfrancesco Chili      | Aprilia      | 26   | +14.023   | 4º      | 6     |
| 7º   | Alberto Puig             | Aprilia      | 26   | +24.618   | 6º      | 4     |
| 8º   | Jochen Schmid            | Yamaha       | 26   | +26.041   | 8º      | 3     |
| 9º   | Stefan Prein             | Honda        | 26   | +34.121   | 27º     | 2     |
| 10º  | Max Biaggi               | Aprilia      | 26   | +35.705   | 13º     | 1     |
| 11º  | Loris Capirossi          | Honda        | 26   | +35.833   | 12º     |       |
| 12º  | Doriano Romboni          | Honda        | 26   | +38.293   | 7º      |       |
| 13º  | Herri Torrontegui        | Suzuki       | 26   | +40.040   | 17º     |       |
| 14º  | Wilco Zeelenberg         | Suzuki       | 26   | +50.227   | 15º     |       |
| 15º  | Paolo Casoli             | Yamaha       | 26   | +55.349   | 20º     |       |
| 16º  | Frédéric Protat          | Aprilia      | 26   | +55.403   | 24º     |       |
| 17º  | Bernd Kassner            | Aprilia      | 26   | +56.319   | 33º     |       |
| 18º  | Bernard Haenggeli        | Aprilia      | 26   | +59.829   | 19º     |       |
| 19º  | Erkka Korpiaho           | Aprilia      | 26   | +1'05.507 | 14º     |       |
| 20º  | Luis d'Antín             | Honda        | 26   | +1'05.518 | 22º     |       |
| 21º  | Adrian Bosshard          | Honda        | 26   | +1'09.686 | 28º     |       |
| 22º  | Katsuyoshi Kozono        | Honda        | 26   | +1'09.935 | 21º     |       |
| 23º  | Jean Pierre Jeandat      | Honda        | 26   | +1'21.462 | 25º     |       |
| 24º  | Jurgen van den Goorbergh | Aprilia      | 26   | +1'29.019 | 23º     |       |
| 25º  | Yves Briguet             | Honda        | 26   | +1'31.019 | 30º     |       |
| 26º  | Bernard Cazade           | Honda        | 25   | +1 giro   | 34º     |       |
| 27º  | Sete Gibernau            | Yamaha       | 25   | +1 giro   | 37º     |       |

### Ritirati
| Pilota               | Motocicletta | Giri | Griglia |
| -------------------- | ------------ | ---- | ------- |
| Adi Stadler          | Honda        | 22   | 32º     |
| Jean-Philippe Ruggia | Gilera       | 20   | 10º     |
| Renzo Colleoni       | Yamaha       | 18   | 35º     |
| Stefano Caracchi     | Yamaha       | 16   | 29º     |
| Harald Eckl          | Aprilia      | 14   | 26º     |
| Andrés Sánchez       | Honda        | 11   | 31º     |
| Carlos Lavado        | Gilera       | 9    | 11º     |
| Andreas Preining     | Aprilia      | 4    | 18º     |
| Eskil Suter          | Aprilia      | 3    | 36º     |

### Non partito
| Pilota                    | Motocicletta | Griglia |
| ------------------------- | ------------ | ------- |
| Patrick van den Goorbergh | Aprilia      | 16º     |

## Classe 125
Ritorno alla vittoria per il pilota tedesco Ralf Waldmann che si impone per la terza volta nella stagione; alle sue spalle l'italiano Fausto Gresini e lo spagnolo Carlos Giró Sentís al primo podio nella sua carriera nel motomondiale.

### Arrivati al traguardo
| Pos. | Pilota            | Motocicletta | Tempo     | Griglia | Punti |
| ---- | ----------------- | ------------ | --------- | ------- | ----- |
| 1º   | Ralf Waldmann     | Honda        | 45'57.309 | 2º      | 20    |
| 2º   | Fausto Gresini    | Honda        | +0.080    | 3º      | 15    |
| 3º   | Carlos Giró       | Aprilia      | +1.100    | 5º      | 12    |
| 4º   | Kazuto Sakata     | Honda        | +1.571    | 1º      | 10    |
| 5º   | Nobuyuki Wakai    | Honda        | +1.768    | 4º      | 8     |
| 6º   | Gabriele Debbia   | Honda        | +3.149    | 10º     | 6     |
| 7º   | Dirk Raudies      | Honda        | +4.731    | 13º     | 4     |
| 8º   | Oliver Koch       | Honda        | +5.620    | 17º     | 3     |
| 9º   | Jorge Martínez    | Honda        | +7.242    | 8º      | 2     |
| 10º  | Ezio Gianola      | Honda        | +21.632   | 7º      | 1     |
| 11º  | Loek Bodelier     | Honda        | +34.415   | 16º     |       |
| 12º  | Emilio Cuppini    | Aprilia      | +36.190   | 12º     |       |
| 13º  | Hans Spaan        | Aprilia      | +38.268   | 18º     |       |
| 14º  | Kin'ya Wada       | Honda        | +38.289   | 15º     |       |
| 15º  | Peter Öttl        | Rotax        | +43.640   | 20º     |       |
| 16º  | Takao Shimizu     | Honda        | +44.362   | 14º     |       |
| 17º  | Peter Galvin      | Honda        | +44.689   | 22º     |       |
| 18º  | Alain Bronec      | Honda        | +1'04.293 | 28º     |       |
| 19º  | Maik Stief        | Aprilia      | +1'04.955 | 29º     |       |
| 20º  | Heinz Lüthi       | Honda        | +1'05.028 | 23º     |       |
| 21º  | Arie Molenaar     | Aprilia      | +1'07.133 | 25º     |       |
| 22º  | Giovanni Palmieri | Gazzaniga    | +1'19.986 | 30º     |       |
| 23º  | Giuseppe Fiorillo | Yamaha       | +1'28.364 | 32º     |       |
| 24º  | Hisashi Unemoto   | Honda        | +1'34.874 | 34º     |       |
| 25º  | Manuel Luque      | JJ Cobas     | +1'35.015 | 27º     |       |
| 26º  | Fausto Ricci      | Yamaha       | +2'17.247 | 37º     |       |
| 27º  | Maurizio Vitali   | Gazzaniga    | +1 giro   | 19º     |       |

### Ritirati
| Pilota             | Motocicletta | Griglia |
| ------------------ | ------------ | ------- |
| Alfred Waibel      | Honda        | 26º     |
| Noboru Ueda        | Honda        | 11º     |
| Julián Miralles    | Honda        | 9º      |
| Hubert Abold       | Honda        | 33º     |
| Bruno Casanova     | Aprilia      | 6º      |
| Oliver Petrucciani | Honda        | 21º     |
| Robin Appleyard    | Honda        | 35º     |
| Steve Patrickson   | Honda        | 36º     |
| Manuel Hernández   | Aprilia      | 24º     |
| Luis Alvaro        | JJ Cobas     | 31º     |

## Classe sidecar
La prima gara stagionale di questa classe viene dominata dai campioni in carica Steve Webster-Gavin Simmons; salgono sul podio anche Klaffenböck-Parzer e Barry Brindley-Scott Whiteside. Egbert Streuer-Peter Brown non vanno oltre il 9º posto a causa di problemi di gomme; ritirati Rolf Biland-Kurt Waltisperg.

### Arrivati al traguardo (posizioni a punti)[5]
| Pos. | Pilota             | Passeggero       | Sidecar     | Tempo     | Punti |
| ---- | ------------------ | ---------------- | ----------- | --------- | ----- |
| 1º   | Steve Webster      | Gavin Simmons    | LCR-ADM     | 42'38"608 | 20    |
| 2º   | Klaus Klaffenböck  | Christian Parzer | LCR-ADM     | +17"243   | 15    |
| 3º   | Barry Brindley     | Scott Whiteside  | LCR-Yamaha  | +39"670   | 12    |
| 4º   | Yoshisada Kumagaya | Brian Houghton   | LCR-Krauser | +45"520   | 10    |
| 5º   | Paul Güdel         | Charly Güdel     | LCR-Yamaha  | +1'03"589 | 8     |
| 6º   | Markus Bösiger     | Beat Leibundgut  | LCR-ADM     | +1'10"433 | 6     |
| 7º   | Tony Wyssen        | Kilian Wyssen    | LCR-Yamaha  | +1'26"248 | 4     |
| 8º   | Markus Egloff      | Urs Egloff       | SMS-Yamaha  | +1'42"881 | 3     |
| 9º   | Egbert Streuer     | Peter Brown      | LCR-Stredor | +1'48"316 | 2     |
| 10º  | Tony Baker         | Simon Prior      | LCR-Krauser |           | 1     |